# Cookies 'N' Beans
Le Cookies 'N' Beans sono un gruppo musicale svedese formato nel 2003 da Frida Öhrn, Linda Ström e Charlotte Centervall.

## Carriera
Le Cookies 'N' Beans hanno esordito nel 2007 con l'album Tales from a Trailor Trash Soul, che ha debuttato alla 7ª posizione della classifica svedese. Nel 2009 hanno partecipato a Melodifestivalen, il concorso canoro svedese utilizzato come selezione per l'Eurovision Song Contest, presentando il brano What If, ma sono finite al 5º posto su 8 partecipanti nella loro semifinale, venendo eliminate. What If è diventato il loro singolo di maggior successo in classifica, fermandosi al 29º posto. Hanno partecipato nuovamente a Melodifestivalen nel 2013 con Burning Flags, questa volta qualificandosi dalla semifinale per la fase dei ripescaggi, dove tuttavia sono state eliminate senza accedere alla finale.

## Discografia

### Album
- 2007 - Tales from a Trailor Trash Soul
- 2010 - Beg, Borrow and Steal
- 2012 - Go Tell the World
- 2013 - The First Steps

### Singoli
- 2009 - What If
- 2010 - First We Take Manhattan
- 2013 - Burning Flags
- 2013 - Sin Wagon
- 2013 - Sparvöga
- 2013 - Christmas in Stockholm
- 2015 - God jul & gott nytt år